# Prsluk
Prsluk je vrsta odjevnog predmeta bez rukava. Najčešće se nosi preko drugog odjevnog predmeta: košulja, bluza, majica kratkih rukava itd. To je vrlo čest detalj kao dio tradicionalnih narodnih nošnji.